# Podatek bankowy
Podatek bankowy – podatek nakładany na banki (najczęściej naliczany od zysków lub aktywów). Istnieją rozbieżne opinie na temat wpływu podatku na stabilność systemu bankowego.

## Polska
W Polsce w 2012 Sejm odrzucił propozycję wprowadzenia podatku bankowego w wysokości 0,39% sumy aktywów. Od lutego 2016 roku obowiązuje w Polsce odpowiednik podatku bankowego.

## Węgry
Podatek od aktywów bankowych w wysokości 0,5% wprowadzono w 2010 r. na Węgrzech.